# جیانگ جیالیانگ
جیانگ جیالیانگ (انگلیسی: Jiang Jialiang؛ زادهٔ ۱۹۶۴) یک بازیکن تنیس روی میز اهل جمهوری خلق چین است. 
وی در مسابقات کشوری و بین‌المللی در مجموع برنده ۱۱ مدال طلا، ۷ مدال نقره، ۶ مدال برنز شده‌است.